# Lacinularia striolata
Lacinularia striolata är en hjuldjursart som beskrevs av K.S. Shephard 1899. Lacinularia striolata ingår i släktet Lacinularia och familjen Flosculariidae. Inga underarter finns listade i Catalogue of Life.